# Eleição presidencial do Brasil em Rondônia em 2018
O primeiro turno da eleição presidencial brasileira de 2018 foi realizado em 7 de outubro, como parte das eleições gerais naquele país. Neste pleito, os cidadãos brasileiros aptos a votar escolheram eleger Jair Bolsonaro. Nenhum dos candidatos recebeu mais do que a metade dos votos válidos, e um segundo turno foi realizado em 28 de outubro. De acordo com a Constituição, o presidente é eleito diretamente pelo povo para um mandato de quatro anos, podendo ser reeleito uma vez.Em Rondônia, o candidato do PSL, Jair Bolsonaro, recebeu 62,24% dos votos no primeiro turno, e o candidato petista, Fernando Haddad, ficou com 20,36%, enquanto o candidato pedetista, Ciro Gomes, recebeu 6,03% dos votos naquele estado. No segundo turno, Jair Bolsonaro manteve a liderança e ficou com 72,18%, enquanto Fernando Haddad recebeu 27,82% de votos, Rondônia foi o único estado onde Bolsonaro ganhou em todos os municípios.